# Кузьменко, Оксана Константиновна
Окса́на Константи́новна Кузьме́нко (род. 4 августа, 1974, Киев, Украинская ССР) — российская балерина. Народная артистка России (2008).

## Биография
Училась в Киевском хореографическом училище, затем — в Академии русского балета имени А. Я. Вагановой, которую окончила в 1993 году (педагог И.Б.Зубковская). Во время учёбы участвовала в спектаклях Санкт-Петербургского театра оперы и балета имени М. П. Мусоргского «Корсар» А. Адана и «Лебединое озеро» П. Чайковского.
С 1993 года Оксана Кузьменко солистка Московского академического Музыкального театра им. К. С. Станиславского и Вл. И. Немировича-Данченко

## Творчество
- «Дон Кихот» Л. Минкуса — Китри, Повелительница дриад
- «Дама с камелиями» на музыку Дж. Верди и В.Корчагина — Маргарита
- «Корсар» А. Адана — Медора
- «Лебединое озеро» П. Чайковского — Одетта-Одиллия
- «Отелло» А. Мачавариани — Бьянка
- «Призрачный бал» на музыку Ф. Шопена — солистка
- «Одинокий голос человека» на музыку Н. Паганини, А. Вивальди, О. Китаро
- «Укрощение строптивой» М. Броннера — Катарина
- «Щелкунчик» П. Чайковского — Маша-принцесса
- «Эсмеральда» на музыку Ч. Пуни, Р. Глиэра, С. Василенко — Флер де Лис
- «Жизель» А. Адана — Жизель, Мирта

## Признание и награды
- Лауреат Международного конкурса артистов балета в Москве (1998)
- Заслуженная артистка Российской Федерации (1999)[2]
- Номинант премии «Золотая маска» (2008)[3]
- Народная артистка Российской Федерации (2008)